# Takht-i-Bahi
Takht-i-Bahi (o Takhtbai o Takht-i-Bahi) è un sito di importanza storica situato nel distretto di Mardan della provincia di Khyber Pakhtunkhwa (un tempo nota come Provincia della frontiera del nord-ovest), in Pakistan. Contiene i resti del famoso monastero buddista risalente al primo secolo d.C. ed è inserito tra i Patrimoni dell'umanità dell'UNESCO. Takht significa "trono" mentre bahi significa "acqua" o "fonte" in lingua persiana/lingua urdu. Il complesso monastico venne chiamato Takht-i-Bahi per il fatto di essere costruito sulla cima di una collina, vicino ad un fiume.
Takht-i-Bahi è il tehsil (divisione amministrativa) più fertile di Mardan. Esistono molte piantagioni, alcuni dei quali sono coltivati a tabacco, frumento e zucchero di canna. Il primo impianto per la produzione dello zucchero dell'Asia meridionale venne costruito qui dal governo coloniale britannico.

## Storia
Purtroppo, i primi scavi scientifici effettuati all'inizio del secolo scorso non sono stati confrontati e coordinati per ottenere importanti approfondimenti sulla storia delle origini. Tuttavia, si può ipotizzare che il monastero sia stato fondato nel I secolo a.C. come lo dimostra un'iscrizione ritrovata che porta il nome di Gondofare (20-46 d.C.). Ma è all'epoca del sovrano kusana Kanishka che il monastero conobbe la sua massima fioritura. Il cortile dei molti stupa fu costruito in questo periodo, mentre lo stupa principale e il grande cortile risalgono al terzo e quarto secolo d.C. Gli edifici più recenti risalgono al VI e VII secolo d.C. Come gli altri monasteri buddisti, Takht-i-Bahi godeva del patrocinio dei sovrani Kushana. La sua costruzione e spesso la sua manutenzione erano finanziate da ricchi mercanti.
Si dice che anche l'apostolo Tommaso sia passato di qui mentre si recava in India.

## Architettura
I primi monasteri del subcontinente indiano erano aperti al pubblico, mentre i monasteri della cultura del Gandhara, invece, si chiudevano all'esterno con forti mura e l'ingresso del Takht-i-Bahi era piegato rispetto all'asse. Dalle testimonianze archeologiche si evince che il monastero (vihara) era composto da molti edifici singoli. Questi comprendevano gli alloggi dei monaci (bhikșu), il refettorio (upasthāna-śālā), la cucina (aggi-śālā), una sala da bagno con acqua calda (janthāghara), un pozzo (udapāna-śālā) e altri locali di servizio. Al centro del monastero si trovava l'area sacra, un grande cortile di 36 metri per 15, circondato da celle di meditazione, 35 stupa o semplici nicchie con statue di Buddha, alcune più grandi del vero. A sud si raggiunge un altro cortile. Qui lo stupa principale si trovava su una piattaforma (4,5 metri quadrati) accessibile tramite scale. Anche questo cortile è circondato da cappelle. Il lato rivolto verso il cortile era decorato da semipilastri con capitelli corinzi ad acanto. Gli stupa laterali e le numerose statue erano stati intonacati con calce, sulla quale sono stati applicati colori brillanti, soprattutto oro. Anche le pareti del monastero erano affrescate da colore brillanti; così, il monastero appariva magnifico con le sue decorazioni colorate.

## Località vicine
I villaggi di Lund Khwar, Sher Garh, Charsadda, Sahr-i-Bahlol e Mazdoor Abad sono altri siti storici nei pressi di Takht-Bhai. Contengono rovine di siti buddisti non ancora completamente scavati. Il termine "Sehri-Bahlol" viene tradotto in vari modi. Secondo le persone del luogo è un termine in lingua hindko che indica un titolo onorifico per un esponente politico e religioso della zona. In ogni caso il nome non è vecchio quanto il villaggio Sehri-Bahlol. Il villaggio si trova sulla cima di una collina circondata da terreni che utilizzati a scopi agricoli. Le precarie condizioni economiche, la bassa scolarizzazione, e la presenza di commercianti di antichità privi di scrupoli pongono seri problemi alla preservazione dei siti archeologici minori.

## Galleria d'immagini

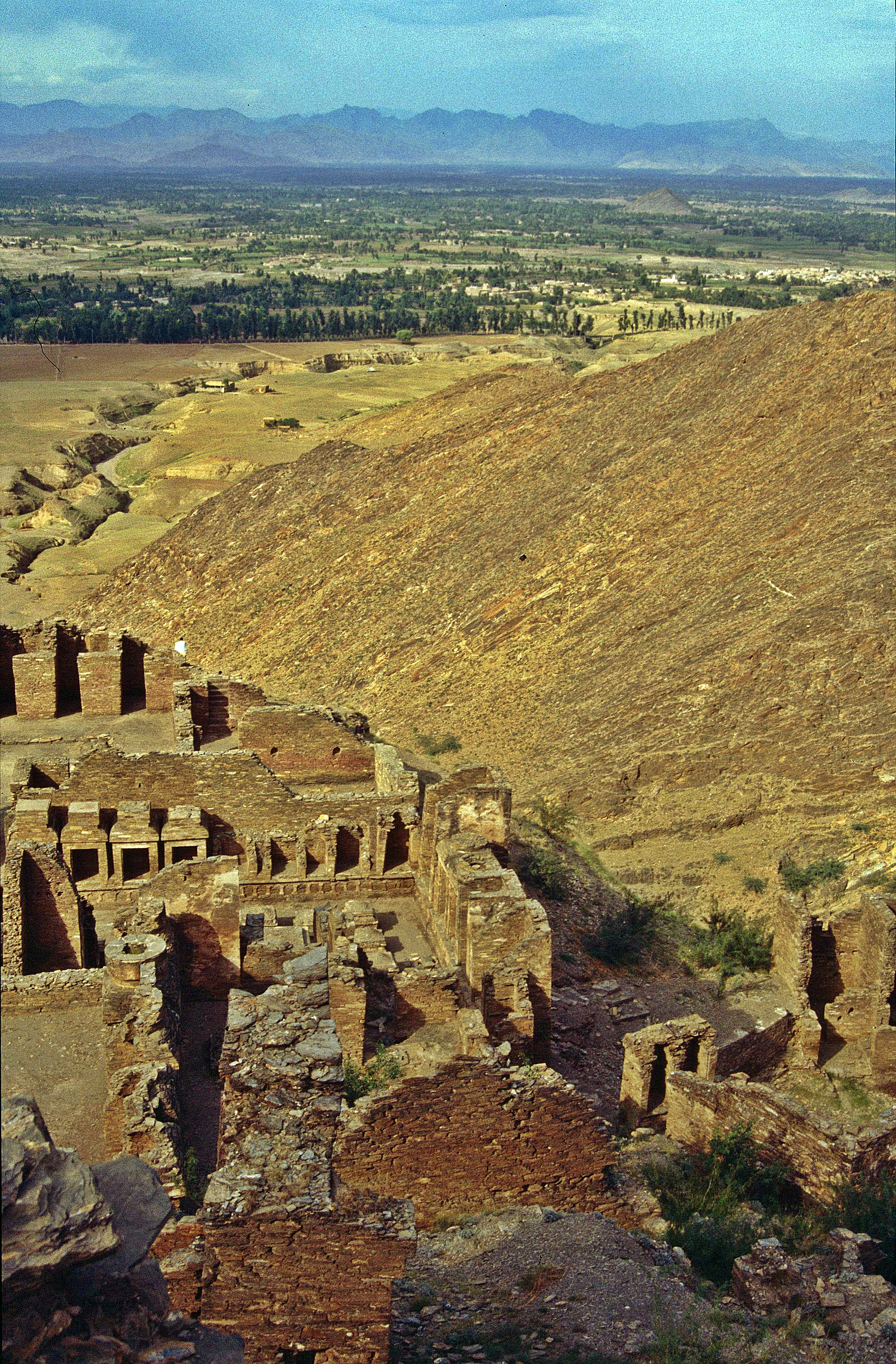
Rovine del monastero diTakht-i-Bahi
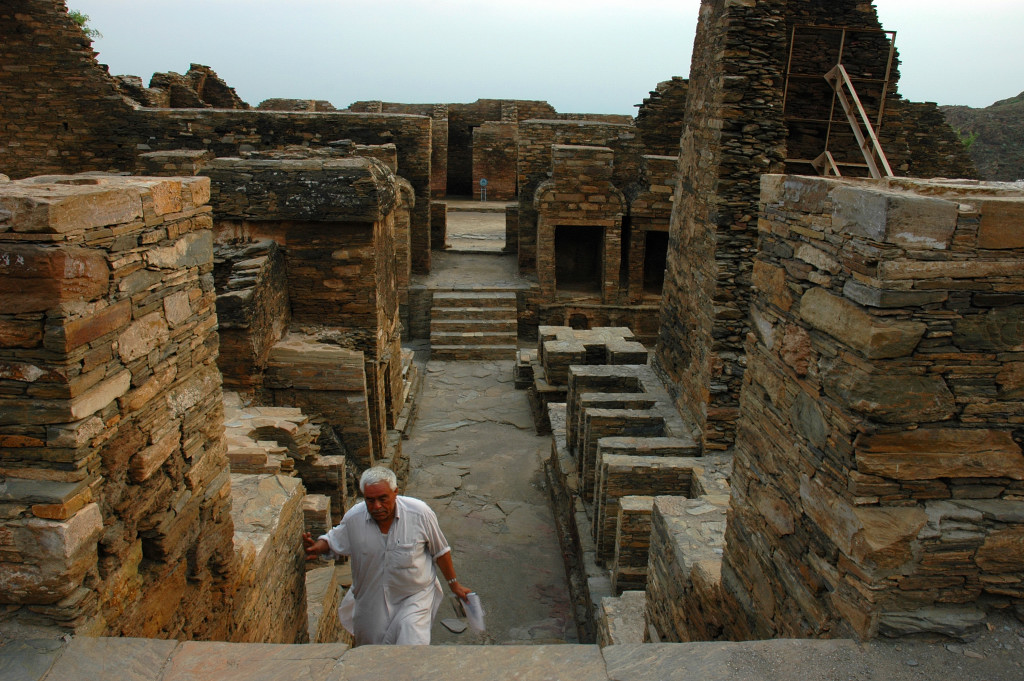
Ingresso per le celle dei monaci
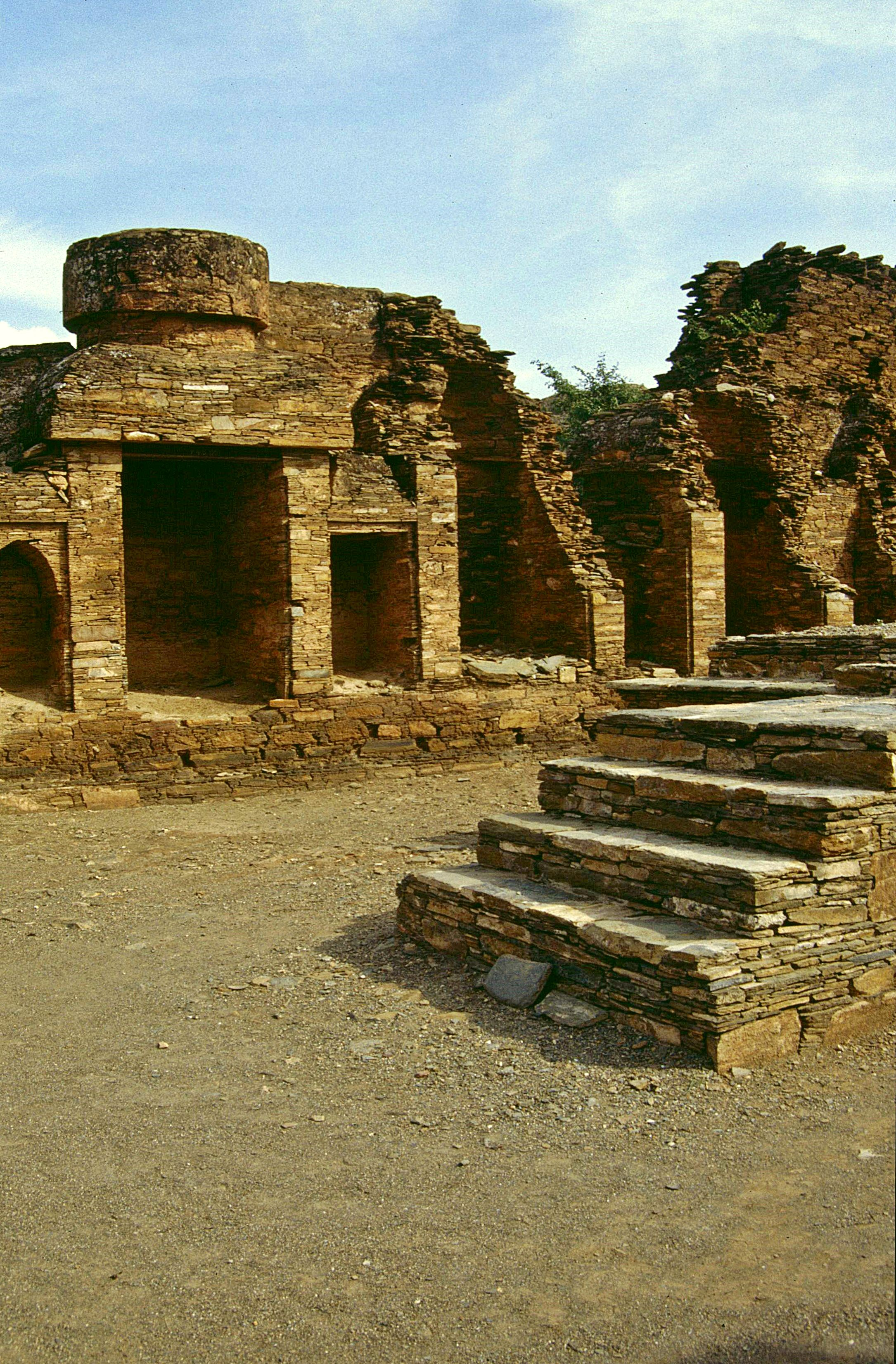
Corte interna con stupa
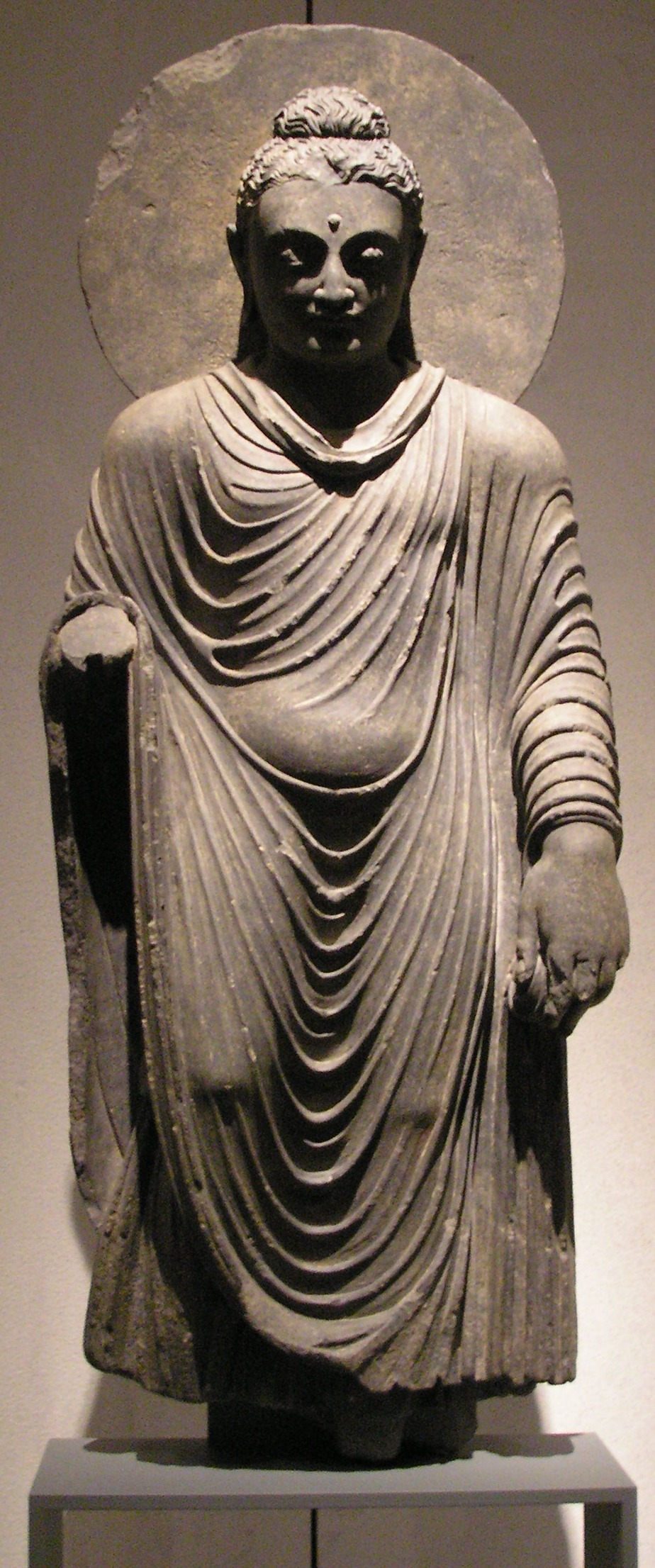
Statua raffigurante Buddha, nello stile di Gandhara da Takht-i-Bahi